# Folkomröstningarna efter fredsfördraget i Saint-Germain
I fredsfördraget i Saint-Germain mellan Österrike och segermakterna 1919 beslutades det att det i flera av de dittills österrikiska områdena skulle hållas folkomröstningar för att besluta om områdenas tillhörighet till antingen Österrike eller till Jugoslavien respektive Ungern. Detta reglerades i artikel 50 i fredsföredraget.

## Kärnten
En folkomröstning i Sydkärnten förbisågs, och utan en omröstning gavs Kanaldalen till Italien och floden Meža, staden Dravograd och kommunen Jezersko gavs till Serbernas, kroaternas och slovenernas kungarike, men som idag tillhör Slovenien.
10 oktober 1920 hölls folkomröstningen om Kärnten, i vilken den slovenskspråkiga befolkningsmajoriteten på 70 % röstade för att stanna kvar i Österrike. Totalt var det en majoritet på 59,04 % som röstade för att stanna kvar i  Österrike.

## Ödenburgoch omgivning
I folkomröstningen om Ödenburg december 1921 beslutades det att staden Ödenburg, dagens Sopron, och de närliggande byarna skulle fortsätta att tillhöra Ungern. Detta ledde till att Österrikes planer på att utse Sopron till det nya förbundslandet Burgenlands huvudstad gick om intet.
Enligt de ungerska vallistorna valde 24 063 av totalt 27 069 röstberättigade att rösta. 15 338 röstade för Ungern, 8 223 för Österrike och 502 röster var ogiltiga. I Sopron hade 72,8 % röstat för Ungern, men endast 45,4 % i de närliggande byarna. Byarna Fertőrákos/Kroisbach, Ágfalva/Agendorf, Balf/Wolfs, Harka/Harkau och Sopronbánfalva/Wandorf röstade emot Ungern, men då omröstningen gällde området som helhet avträddes de till Ungern.